# Olive Hazlett
Olive Hazlett   (Cincinnati, 27 d'octubre de 1890 - Keene, 8 de març de 1974) va ser una matemàtica estatunidenca.

## Vida i Obra
La seva família es va traslladar a Boston quan ell atenia nou anys i va ser escolaritzada en aquesta ciutat. El 1913 es va graduar al Radcliffe College i els anys següents va obtenir el màster i el doctorat a la universitat de Chicago, sota la direcció de Leonard Dickson. Després d'un curs (1915-16) ampliant estudis a la universitat Harvard, els dos cursos següents va ser professora al Bryn Mawr College abans d'acceptar una plaça de professor ajudant al Mount Holyoke College, en el qual va romandre fins al 1925.
El 1925 va aconseguir una altra plaça d'assistent a la universitat d'Illinois, on esperava disposar de més temps lliure i de més facilitats bibliogràfiques per seguir les seves recerques en àlgebra. El 1928 va rebre una beca Guggenheim que li va permetre estar dos anys a Europa ampliant estudis.
Tot i ser una excel·lent docent i investigadora, mai va poder assolir una plaça titular a la universitat, cosa que la feia ser molt infeliç. Potser aquesta situació la va portar a la malaltia mental. El 1959 va ser jubilada, però en els darrers catorze anys havia estat de baixa per incapacitat.
Fins al 1940, Hazlett havia estat la matemàtica més prolífica dels Estats Units. Els seus treballs van ser fonamentalment en el camp de l'àlgebra associativa lineal; estudiant les àlgebres nilpotents, les álgebres de divisió i la teoria dels invariants modulars.